# Постовская, Наталия Михайловна
Постовская Наталия Михайловна (1 (14) июня 1917 г., Минск — 25 февраля 1997 г., Москва) — советский российский историк, востоковед, египтолог, кандидат исторических наук, заведующая отделом Древнего Востока журнала "Вестник древней истории", специалист  по истории Древнего царства Египта.

## Биография
Наталия Михайловна Постовская родилась 1 (14) июня 1917 г. в Минске в семье офицера. После революции семья переехала в Москву.  В 1935 г. поступила на истфак Московского института философии, литературы и истории. Специализировалась на древней истории. В 1940 г. окончила университет, защитив диплом по древнему Египту под руководством проф. В.И. Авдиева. Учеба в аспирантуре была прервана войной. Работала библиотекарем в Государственной библиотеке имени В. И. Ленина, в Государственной публичной исторической библиотеке.
В 1946 г. устроилась на работу в сектор древней истории Института истории АН СССР на должность младшего научного сотрудника с обязанностями секретаря журнала "Вестник древней историю". Участвовала в подготовке первого послевоенного выпуска журнала.
В 1947 г. защитила кандидатскую диссертацию под руководством В.И. Авдиева «Архаические памятники как источники по истории возникновения государства в древнем Египте».
В 1953 г. Н.М. Постовская стала заведующей отделом Древнего Востока, вошла в состав редколлегии журнала.
В 1973 г. вышла на пенсию.
Муж - Олег Всеволодович Кудрявцев (1921-1955), историк.

## Награды и почетные звания
Медаль "За доблестный труд в Великую Отечественную войну"
Медаль "В память 800-летия Москвы"
Звание "Ветеран труда"

## Научная деятельность
Областью научных интересов была древнейшая история Египта, период складывания египетской государственности, а также социальные проблемы периода Древнего царства.
Является автором работы историографического характера "Изучение древней истории Ближнего Востока в Советском Союзе (1917-1959 гг.)", в которой было отмечено более тысячи книг и статей, охарактеризована их идейная направленность и место в мировой историографии. Монография широтой охвата литературы превосходила все имеющиеся на тот момент обзоры. Планировалось выдвижение работы на защиту в качестве докторской диссертации, но в 60-х годах защита диссертаций по историографическому материалу еще не практиковалась.
Помимо собственно научного творчества осуществляла научную редактуру огромного количества статей авторов ВДИ. Отредактировала и издала работу покойного мужа О.В. Кудрявцева «Исследования по истории Балкано-Дунайских областей» (1957).

## Основные работы
- Начальная стадия развития государственного аппарата в древнем Египте (по данным источников, современных архаическому периоду) // ВДИ. 1947. № 1.
- Египет при I династии в свете новых археологических открытий // ВДИ. 1948. № 4.
- Археологические открытия в Египте // ВДИ. 1950. № 2.
- Царь «Скорпион» и его время // ВДИ. 1952. № 1.
- К обсуждению проблемы истории производителей материальных благ в древнем мире // ВДИ. 1952. № 3.
- О царских кенотафах древнего Египта (кенотафы и хеб-сед) // ВДИ. 1957. № 3.
- Абидос и Мемфис (к определению памятников I династии) // ВДИ. 1959. № 3.
- Являются ли абидосские гробницы царей I династии кенотафами? // Доклады на ХХV Международном конгрессе востоковедов. М., 1960.
- Изучение древней истории Ближнего Востока в Советском Союзе. (1917-1959 гг.). М.: Издательство АН, 1961. 438 с.
- Familia в Египте Древнего царства (msw ḏt snw snw ḏt) // ВДИ. 1967. № 1.